# Eschatology of War
Eschatology of War (укр. Есхатологія війни) — дебютний студійний альбом українського блек-дез-метал гурту «1914». Він вийшов 17 грудня 2015 року на лейблі Archaic Sound. У 2022 та 2023 був перевиданий на лейблі Napalm Records.

## Про альбом
Спочатку альбом видали на компакт дисках, а у березні 2016 альбом видали на вінілі та компакт-касетах.
За словами музикантів, у альбомі вони розказують історії «про Першу світову, окультизм, внутрішню боротьбу людини зі своїми страхами». Також, Дмитро Кумар у одному з інтерв'ю розповів, що цей альбом не мав концептуальності, пісні писались на основі захоплень музикантів певними битвами та подіями Першої світової війни.

## Список композицій
| #                          | Назва                                  | Тематика | Тривалість |
| -------------------------- | -------------------------------------- | --- | ---------- |
| 1.                         | «War In»                               | запис пісні «It's a Long Way to Tipperary", у виконанні Біллі Мюррея, яку в британській армії використовували ірландські стрільці як похідний марш | 1:36       |
| 2.                         | «Gasmask»                              | про застосування бойових отруйних речовин у ході бойових дій                                                                                       | 5:54       |
| 3.                         | «Frozen in Trenches (Christmas Truce)» | про Різдвяне перемир'я | 5:55       |
| 4.                         | «Verdun»                               | про Верденську битву | 5:25       |
| 5.                         | «Caught in the Crossfire»              | про Першу Іпрську битву | 6:17       |
| 6.                         | «Zeppelin Raids»                       | про стратегічні бомбардування Лондона німецькими цепелінами                                                                                        | 5:09       |
| 7.                         | «Ottoman Rise»                         | про Дарданелльську операцію та про участь у ній Мустафи Кемаля Ататюрка                                                                            | 8:57       |
| 8.                         | «Arditi»                               | про спеціальні італійські штурмові загони «Ардіті»                                                                                                 | 4:58       |
| 9.                         | «Battlefield»                          | про Брусиловський прорив | 5:41       |
| 10.                        | «War Out»                              | запис пісні «The Last Long Mile» у виконанні Чарльза Гаррісона, яка використовувалась американцями як похідний марш                                | 1:55       |
| Загальна тривалість: 51:49 |                                        | |            |

| Перевидання 2023 року      | Перевидання 2023 року                           | Перевидання 2023 року |
| #                          | Назва                                           | Тривалість            |
| -------------------------- | ----------------------------------------------- | --------------------- |
| 11.                        | «Gasmask» (Eastern Front Remix by Solar Owl)    | 3:09                  |
| 12.                        | «Zeppelin Raids» (Western Front RMX by Asmodai) | 4:01                  |
| Загальна тривалість: 58:59 |                                                 |                       |

## Учасники запису
У записі альбому взяли участь:
- 307 піхотний полк, рота К, капітан Джон Б. Кумар (справжнє ім'я— Дмитро Кумар) — спів;
- 308 піхотний полк, рота А, рядовий Ліам Фессен (справжнє ім'я — Олексій Фісюк) — гітара;
- 160 піхотний полк, рота К, рядовий Армен Блеклі (справжнє ім'я — Армен Оґанесян) — бас-гітара;
- 157-й польовий артилерійський полк\40-та стрілецька дивізія (механізована), сержант Ендрю Найфмен (справжнє ім'я — Андрій Рєзніков) — гітара;
- 306 кулеметний батальйон, рота С, перший лейтенант Серж Рассел — ударні.